# Hôtel de ville de Saint-Denis (La Réunion)
Ne doit pas être confondu avec Hôtel de ville de Saint-Denis (Seine-Saint-Denis).
L'hôtel de ville de Saint-Denis est un bâtiment de la rue de Paris assurant les fonctions d'hôtel de ville à Saint-Denis de La Réunion. Récemment restauré, il accueille à nouveau une partie de l'activité de la mairie. Commencé en 1846, le bâtiment est livré le 21 avril 1860. Il est classé Monument historique en totalité depuis le 13 octobre 1975,.

## Histoire

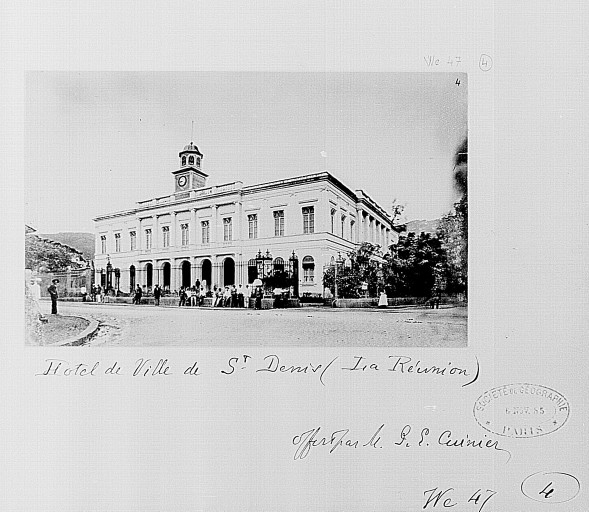
L'hôtel de ville de Saint-Denis avant 1885.